# صموئيل إيلينبرغ
كان صموئيل إيلنبرغ (30 سبتمبر 1913 - 30 يناير 1998) عالم رياضيات أمريكيًا بولنديًا شارك في تأسيس نظرية الأصناف مع سوندرز ماكلين.